# Pavilionul urechii

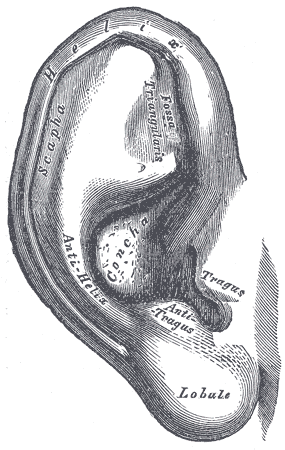
Pavilionul urechii

Pavilionul urechii sau pavilionul auricular este partea vizibilă a urechii externe, care se află în afara capului. Este alcătuită din cartilaj căptușit cu tegument. Pavilionul are un rol important, deoarece captează sunetele și le direcționează spre conductul auditiv extern și mai departe către urechea medie. 